# Okegawa
Okegawa (桶川市, Okegawa-shi) est une ville située dans la préfecture de Saitama, au Japon.

## Géographie

### Situation
Okegawa est située dans le centre de la préfecture de Saitama.

### Démographie
En 2010, la population de la ville d'Okegawa était de 75 120 habitants répartis sur une superficie de 25,35 km2. En août 2022, la population était de 74 689 habitants.

### Climat
Okegawa a un climat subtropical humide caractérisé par des étés chauds et des hivers frais avec peu ou pas de chutes de neige. La température moyenne annuelle à Okegawa est de 14,7 °C. La pluviométrie annuelle moyenne est de 1 367 mm, septembre étant le mois le plus humide. Les températures sont les plus élevées en moyenne en août, autour de 26,7 °C, et les plus basses en janvier, autour de 3,7 °C.

### Hydrographie
Le fleuve Ara passe dans le sud de la ville.

## Histoire
Pendant la période Edo, Okegawa-shuku était la sixième des 69 stations du Nakasendō. La région environnante était connue pour sa production de carthame.
Le bourg moderne d'Okegawa le 1er avril 1889. Il a été élevé au statut de ville le 3 novembre 1970.

## Transports
La ville est desservie par la ligne Takasaki de la compagnie JR East à la gare d'Okegawa.